# 디마스 마르케스
디마스 마누엘 마르케스 테셰이라(포르투갈어: Dimas Manuel Marques Teixeira, 1969년 2월 16일 ~ )는 포르투갈의 전 축구선수이자 축구 코치이다. 모라이스 감독의 사단 중 한사람으로 대한민국 K리그1 전북 현대 모터스의 코치를 맡고 있었으나 k리그가 개막한지 불과 한달 후 전북과 결별하였다.